# メチルイタコン酸Δイソメラーゼ
メチルイタコン酸Δイソメラーゼ(Methylitaconate Delta-isomerase、EC 5.3.3.6)は、以下の化学反応を触媒する酵素である。
メチルイタコン酸{\displaystyle \rightleftharpoons }2,3-ジメチルマレイン酸
従って、この酵素の基質はメチルイタコン酸のみ、生成物は2,3-ジメチルマレイン酸のみである。
この酵素は異性化酵素、特にC=C結合を転移する分子内酸化還元酵素に分類される。系統名は、メチルイタコン酸 Δ2-Δ3-イソメラーゼ(methylitaconate Delta2-Delta3-isomerase)である。この酵素は、c5分岐二塩基酸の代謝に関与している。